# Саратовський трамвай

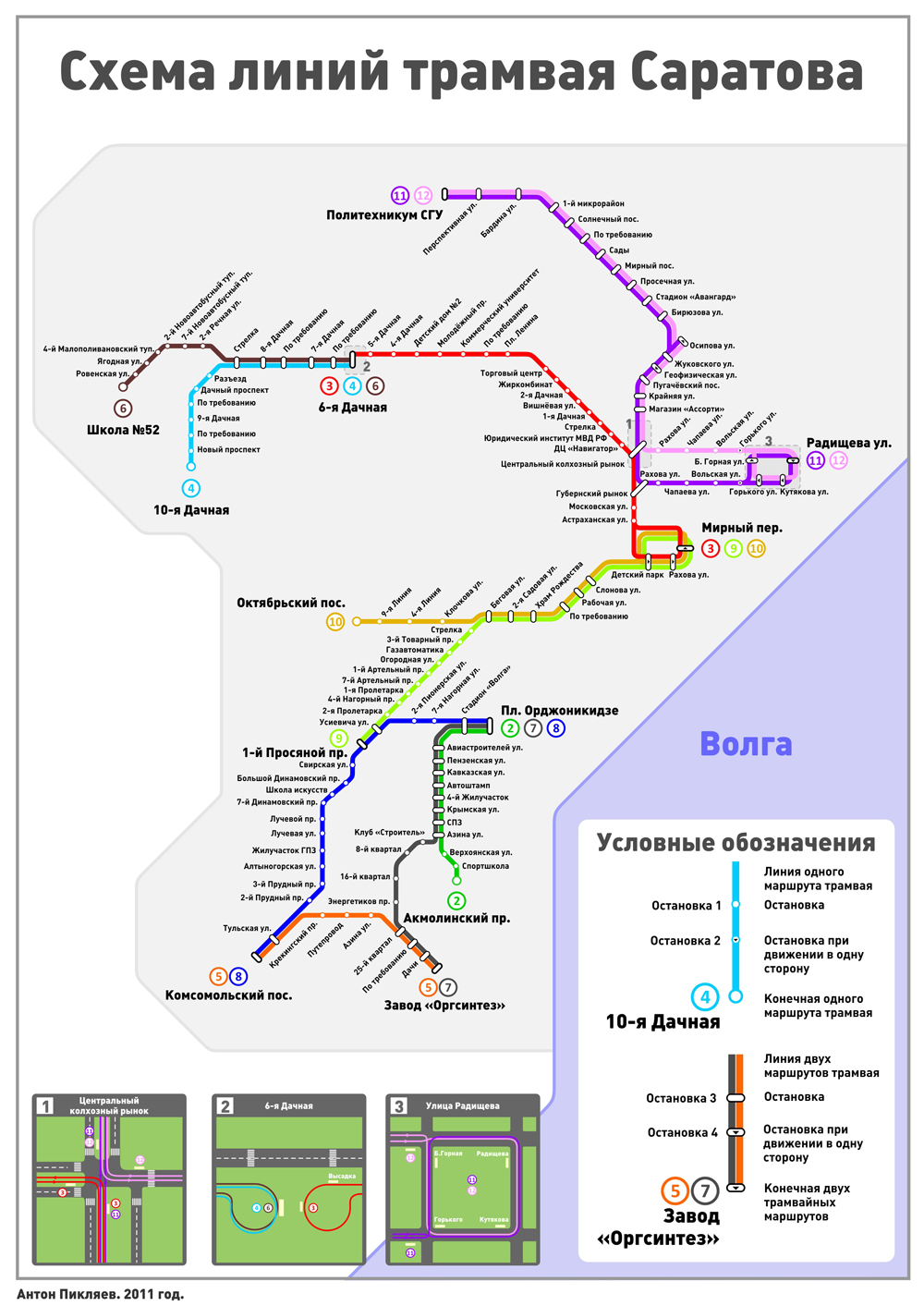
Трамвайні маршрути Саратова, влітку 2011

Саратовський трамвай — діюча трамвайна мережа в місті Саратов, Росія.

## Історія
27 квітня 1887 Саратовська міська управа підписала акт про прийняття в експлуатацію конки у Саратові, а відкриття руху відбулося 1 травня. Рух на конній залізниці розпочався за двома маршрутами: по вул. Московській від Старособорної (нині Музейної) площі до залізничного вокзалу та по вул. Б. Сергієвській (нині вул. Чернишевського) від вул. Московської до вул. Олександрівської (нині вул. М. Горького). 
Будівництво електричної трамвайної мережі в Саратові розпочалося в 1906 році. У серпні 1906 року, відбулося будівництво трамвайної колії на вулиці Іллінській. 1 жовтня 1908 вулицею Іллінською було проведено  випробувальний рух. У грудні 1908 було розпочато регулярний рух. Наприкінці жовтня 1909 року в місті було дев'ять трамвайних ліній.
Під час Громадянської війни трамвайна мережа зазнала занепад. З 20 серпня 1918 було скасовано нічний рух трамваїв, а з липня 1919 через брак палива пасажирські перевезення припинилися зовсім. Трамваї продовжували використовуватися для перевезення вантажів і транспортування поранених із залізничного вокзалу та пристаней у лікарні. З 1 серпня 1921 почалося відновлення трамвайного господарства. При цьому використовувалися елементи демонтованої трамвайної системи міста Кременчук.
Трамвайні лінії були одноколійні і розходилися лише на зупинних пунктах, довжина трамвайних колій, на 1921, становила 51,8 км.
На кінець 1933 було в експлуатації 100 км трамвайних колій з них 93,2 км - пасажирських.
У 1935 році побудовано повноцінне трамвайне депо № 1 — Кіровське.
1942-1943 р. р., з початком Другої світової війни закриваються майже всі трамвайні маршрути крім № 12, який також працював з перебоями. Всі трамвайні вагони були використані для перевезення поранених. Незабаром поетапно відбулося відновлення трамвайного господарства. Експлуатувалися зчепи до трьох трамвайних вагонів.
У 1946 р., у місті почалося укладання асфальту на центральних вулицях, через це почалося подвоєння трамвайного полотна на цих дистанціях. 
У 1950-х і 1960-х роках, трамваї були виведені з більшості великих вулиць і були замінені автобусами.
28 жовтня 1970 введено в експлуатацію нове трамвайне депо № 2 у Заводському районі.
1 червня 1984 введено в експлуатацію нове трамвайне депо № 3 у Ленінському районі.

## Депо
- Кіровське трамвайне депо
  - Обслуговує трамвайні маршрути: № 3, 4, 6, 11
- Заводське трамвайне депо
  - Обслуговує трамвайні маршрути: № 2, 5, 7, 8, 9, 10
- Ленінське трамвайне депо
  - Закрито

## Рухомий склад на початок 2010-х
| Тип      | Штук |
| -------- | ---- |
| KTM-5    | 157  |
| KTM-5A   | 32   |
| KTM-8KM  | 5    |
| KTM-8K   | 17   |
| KTM-19A  | 1    |
| KTM-19KT | 22   |

## Маршрути на початок 2010-х
| Діючі маршрути   |                                                    |                                                    |
| №                | Маршрут                                            | Маршрут                                            |
| 2                | Пл. Орджонікідзе — Акмолинський проїзд             | Пл. Орджонікідзе — Акмолинський проїзд             |
| 3                | 6-а Дачна — Мирний провулок                        | 6-а Дачна — Мирний провулок                        |
| 4                | 6-а Дачна — 10-а Дачна                             | 6-а Дачна — 10-а Дачна                             |
| 5                | Комсомольське селище — ВАТ «Саратоворгсинтез»      | Комсомольське селище — ВАТ «Саратоворгсинтез»      |
| 6                | 6-а Дачна — Школа № 52                             | 6-а Дачна — Школа № 52                             |
| 7                | ООО «Саратоворгсинтез» — пл. Орджонікідзе          | ООО «Саратоворгсинтез» — пл. Орджонікідзе          |
| 8                | Пл. Орджонікідзе — Комсомольське селище            | Пл. Орджонікідзе — Комсомольське селище            |
| 9                | Мирний провулок — 1-й Просяний проїзд              | Мирний провулок — 1-й Просяний проїзд              |
| 10               | Мирний провулок — Октябрське селище                | Мирний провулок — Октябрське селище                |
| 11               | Геологічний коледж (6-й квартал) — Мирний провулок | Геологічний коледж (6-й квартал) — Мирний провулок |
| Закриті маршрути |                                                    |                                                    |
| №                | Маршрут                                            | Закрито, р.                                        |
| 1                | Пл. Орджонікідзе — Вул. Радищева                   | 1 вересня 1997                                     |
| 3А               | 6-а Дачна — вул. Радищева                          | 2003                                               |
| 3/10             | 6-а Дачна — Сел. Октябрське                        | ?                                                  |
| 8-9              | Мирний провулок — Комсомольське селище             | 1 червня 2012                                      |
| 12               | Геологічний коледж — вул. Радищева                 | 5 вересня 2011                                     |
| 13               | Зал. вокзал — сел. Затон                           | у 1968-69 році                                     |
| 14               | Зал. вокзал — Музейна площа                        | 1 лютого 1971                                      |
| 15               | Пл. Орджонікідзе — Зал. вокзал                     | 1 вересня 1997                                     |

## Ресурси Інтернету
- Саратовський трамвай
- Фотографії саратовських трамваїв на сайті А. Оландера
- Список вагонів КТМ-8 и КТМ-19, що поступили у Саратів
- Саргорэлектротранс купив нові вагони, вигравши позов на 150 мільйонів
- Блог «Саратовський трамвай»